# Depot III von Tetín
Das Depot III von Tetín (auch Hortfund III von Tetín) ist ein Depotfund der frühbronzezeitlichen Aunjetitzer Kultur aus Tetín u Berouna im Středočeský kraj, Tschechien. Es datiert in die Zeit zwischen 2000 und 1800 v. Chr. Das Depot befindet sich heute im Nationalmuseum in Prag.

## Fundgeschichte
Das Depot wurde erstmals 1924 erwähnt. Das genaue Datum des Funds und die Fundumstände sind unbekannt. Die Fundstelle befindet sich am Nordostrand von Tetín auf einem Felssporn im Umfeld der Höhle Turecke Mastale. Dieser Ort war in der Vorgeschichte über lange Zeit besiedelt. Von hier stammen noch zwei weitere Depotfunde (I und II), die aber in die späte Bronzezeit datieren.

## Zusammensetzung
Das Depot besteht aus vier Bronzegegenständen: zwei an der Längsachse verstärkte Dolchklingen und zwei bilaterale, im Mittelteil verdickte Pfrieme.